# 亞歷山卓車站
亞歷山卓車站（阿拉伯语：‎）是埃及亞歷山卓的一個鐵路終點站，也是該市的主要火車站
。由埃及國家鐵路管理，車站有4個月台。